# Jan Jankiewicz

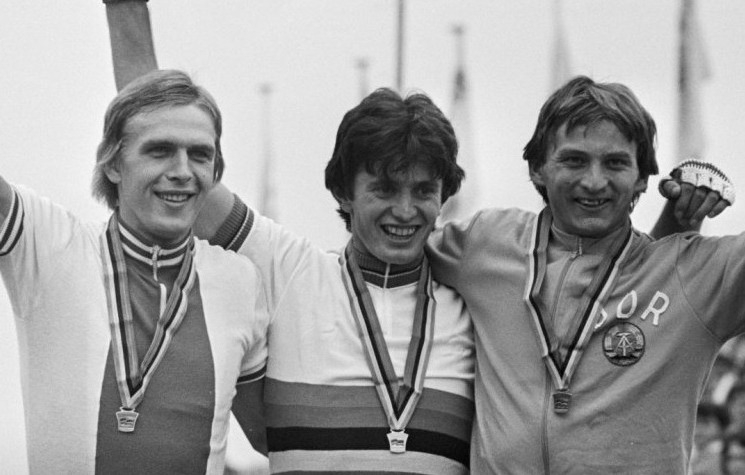
Jan Jankiewicz (links), Gianni Giacomini und Bernd Drogan 1979

Jan Jankiewicz (* 17. September 1955 in Przedborowa, Dolnośląskie, Polen) ist ein ehemaliger polnischer Radrennfahrer.
In Breslau hat er die Schule besucht.
1976 und 1980 nahm er an den Olympischen Sommerspielen teil. Er bestritt 1976 Wettkämpfe auf der Bahn, 1980 auf der Straße (Mannschaftszeitfahren). Er war aber auch ein erfolgreicher Bahnfahrer. So gewann von 1975 bis 1981 den polnischen Meistertitel in der Einerverfolgung. 1977 siegte er im Velká Cena Evropy, einem internationalen Turnier in der Einerverfolgung.

## Palmarès
| Zusammenfassung |        |                    |                                                                                              |
| Jahr            | Erfolg | Erfolg             | Rennen                                                                                       |
| 1975            | Sieger | Sieger             | Nationalmeisterschaft Polen, Straße                                                          |
| 1976            | 10.    | 10.                | Olympische Spiele                                                                            |
| 1978            | Sieger | Prolog             | Polen-Rundfahrt                                                                              |
| 1978            | Sieger | 3. und 6. Etappe   | Polen-Rundfahrt                                                                              |
| 1978            | 3.     | Gesamtwertung      | Polen-Rundfahrt                                                                              |
| 1978            | 3.     | 3.                 | Nationalmeisterschaft Polen, Straße                                                          |
| 1979            | 2.     | 2.                 | Weltmeisterschaft, Straße, 100 km Teamzeitfahren Weltmeisterschaft, Straße, Einzelzeitfahren |
| 1979            | Sieger | Prolog             | Polen-Rundfahrt                                                                              |
| 1979            | Sieger | 2. und 5. Etappe   | Polen-Rundfahrt                                                                              |
| 1979            | Sieger | Prolog             | Friedensfahrt                                                                                |
| 1979            | 2.     | 3. Etappe          | Friedensfahrt                                                                                |
| 1980            | Sieger | Prolog             | Milk Race                                                                                    |
| 1980            | Sieger | 2. und 5. Etappe   | Milk Race                                                                                    |
| 1980            | 3.     | Gesamtwertung      | Circuit Cycliste Sarthe                                                                      |
| 1980            | 3.     | Gesamtwertung      | Polen-Rundfahrt                                                                              |
| 1980            | 2.     | 2.                 | Nationalmeisterschaft Polen, Straße                                                          |
| 1981            | 2.     | 6., und 11. Etappe | Friedensfahrt                                                                                |